# Liste der Pfarren im Dekanat Kötschach
Das Dekanat Kötschach ist ein Dekanat der römisch-katholischen Diözese Gurk.

## Pfarren mit Kirchengebäuden
| Pfarre                      | Patrozinium             | Kirchengebäude | Bild |
| Grafendorf im Gailtal       | Hl. Michael             | Pfarrkirche Grafendorf im Gailtal Filialkirche Kattlingberg, Filialkirche Nölbling, Filialkirche Wieserberg                             |      |
| Kirchbach                   | Hl. Martin              | Pfarrkirche Kirchbach |      |
| Kornat                      | Hl. Johannes der Täufer | Pfarrkirche Kornat Filialkirche Mattling, Filialkirche Nostra, Filialkirche Wodmaier                                                    |      |
| Kötschach                   | Unsere Liebe Frau       | Pfarrkirche Kötschach Filialkirche hl. Andreas in Laas, Einsiedelkirche                                                                 |      |
| Liesing                     | Hl. Nikolaus            | Pfarrkirche Liesing Filialkirche Klebas, Filialkirche Niedergail, Filialkirche Obergail, Filialkirche Oberring, Filialkirche Tscheltsch |      |
| Maria Luggau                | Maria Schnee            | Pfarr- und Wallfahrtskirche Maria Schnee Filialkirche Raut, Filialkirche Sterzen                                                        |      |
| Mauthen                     | Hl. Markus              | Pfarrkirche Mauthen Filialkirche Maria Schnee                                                                                           |      |
| Reisach                     | Hll. Peter und Paul     | Pfarrkirche Reisach Filialkirche Stranig, Filialkirche Anastasia                                                                        |      |
| St. Daniel im Gailtal       | Hl. Daniel              | Pfarrkirche St. Daniel im Gailtal Filialkirche Dellach, Filialkirche Goldberg, Filialkirche Höfling                                     |      |
| St. Jakob im Lesachtal      | Hl. Jakobus der Ältere  | Pfarrkirche St. Jakob im Lesachtal Filialkirche Gentschach, Filialkirche Podlanig/Lesachtal                                             |      |
| Sankt Lorenzen im Lesachtal | Hl. Laurentius          | Pfarrkirche St. Lorenzen im Lesachtal Filialkirche Oberfrohn, Filialkirche Radegund                                                     |      |
| Waidegg                     | Hl. Thomas              | Pfarrkirche Waidegg |      |
| Würmlach                    | Hll. Georg und Lambert  | Pfarrkirche Würmlach |      |

## Dekanat Kötschach
Siehe auch → Liste der Dekanate der Diözese Gurk
Das Dekanat umfasst 13 Pfarren.
Dechanten
- seit ? Hans-Peter Blümel als Administrator, Provisor in Grafendorf im Gailtal und Reisach